# Mancomunitat Zona de Cantalapiedra y Las Villas
Mancomunitat de Cantalapiedra y Las Villas és una mancomunitat de municipis de la província de Salamanca. Es va constituir en la localitat de Cantalapiedra el dia 13 de desembre de 1985, amb la integració de nou municipis. Progressivament s'han anat incorporant nous municipis fins a un total de 19 municipis i una pedania (Cilloruelo). El 29 de juny de 2001, la seu va passar a situar-se en la localitat de Villoria. Està formada pels municipis de:
- Aldearrubia
- Arabayona de Mógica
- Babilafuente
- El Campo de Peñaranda
- Cantalapiedra
- Cantalpino
- Cordovilla
- Encinas de Abajo
- Huerta
- Moríñigo
- Palaciosrubios
- El Pedroso de la Armuña
- Poveda de las Cintas
- San Morales
- Tarazona de Guareña
- Villaflores
- Villoria
- Villoruela
- Zorita de la Frontera